# 土田有紀
土田 有紀（つちだ ゆき、本名：土田 信子 (つちだ のぶこ)、1930年? - 2019年5月28日）は、日本の作詞家。主に演歌の作詞を手がける。

## 略歴・人物
- 1998年、五木ひろしに提供した「酒ひとり」が、同年末の「第49回NHK紅白歌合戦」の白組トリで歌唱された[2]。

- 2019年5月28日、心不全のため89歳で死去[2]。

## 主な作詞作品
- 石川さゆり
  - 「薄月夜」（1997年）

- 市川たかし
  - 「だからさよなら言わないで」（2007年）

- 大石まどか
  - 「深い川」「燃ゆる想い」（2002年）
  - 「紅いろ椿」「北みなと」「忍び里」「想い出グラス」（2003年）
  - 「情なし海峡」「浮世の花」（2005年）
  - 「熱き血汐」（2006年）
  - 「春待ち花」（2007年）
  - 「朝霧情話」「忍び里〜恋文〜」（2008年）
  - 「露地しぐれ」「遠灯り」（2009年）
  - 「夜の舟」「日向の恋唄」（2010年）

- 五木ひろし
  - 「酒ひとり」（1998年）

- 北見恭子・岡千秋
  - 「帰るのね」（2012年）

- 多岐川舞子
  - 「あんたの海峡」（1999年）
  - 「雪ほたる」（2000年）

- 長保有紀
  - 「夢ひとつ」（1999年）
  - 「そばがいい」（2000年）

- 西尾夕紀
  - 「辰巳の左褄」「恋酒〜加賀の夜」（2012年）

- 細川たかし
  - 「粋な酒」（2000年）

- 森進一
  - 「女の愛」（1999年）
  - 「たずねて小樽」「おんなの挽歌」（2006年）